# خیابان فلسطین (بغداد)

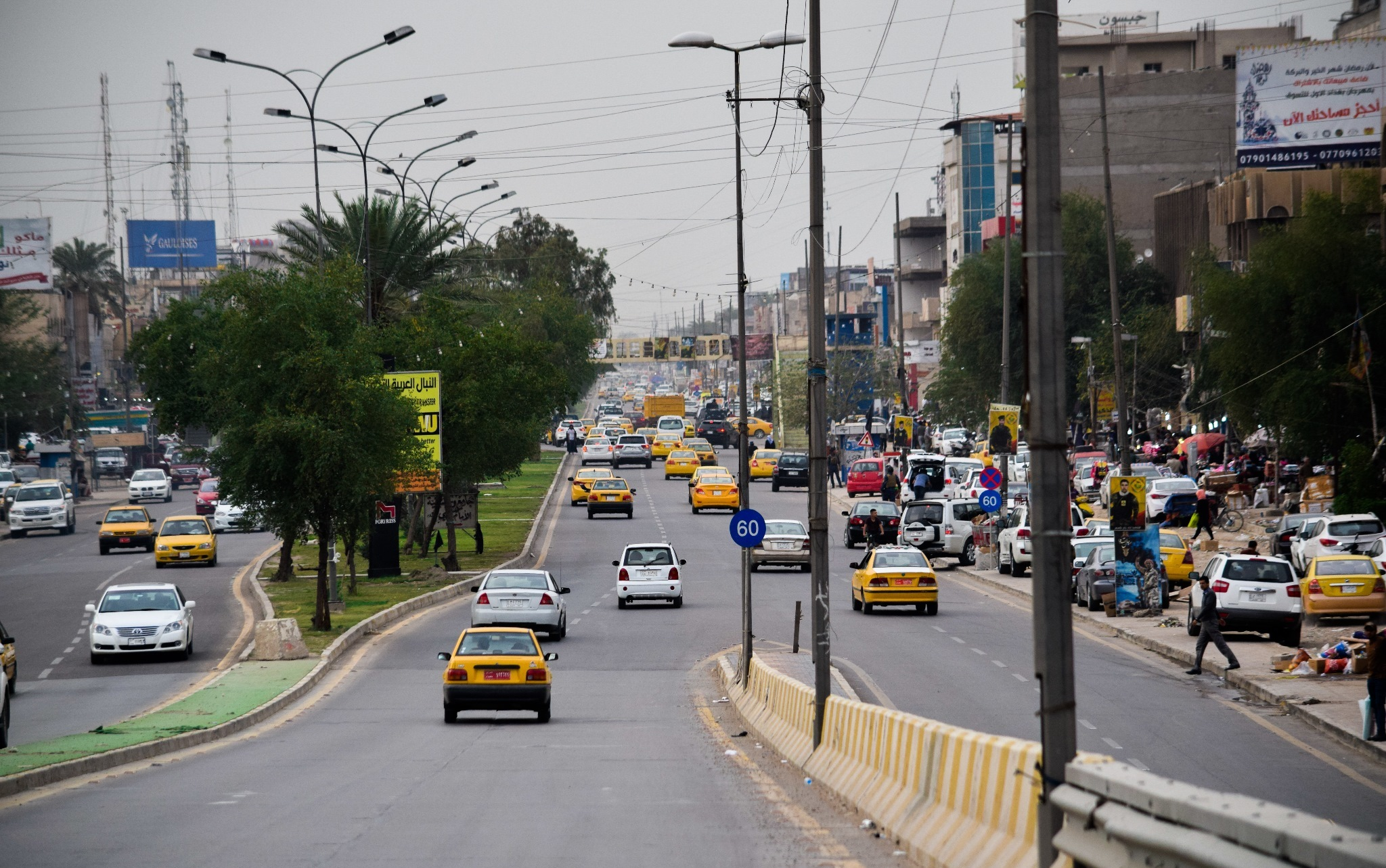

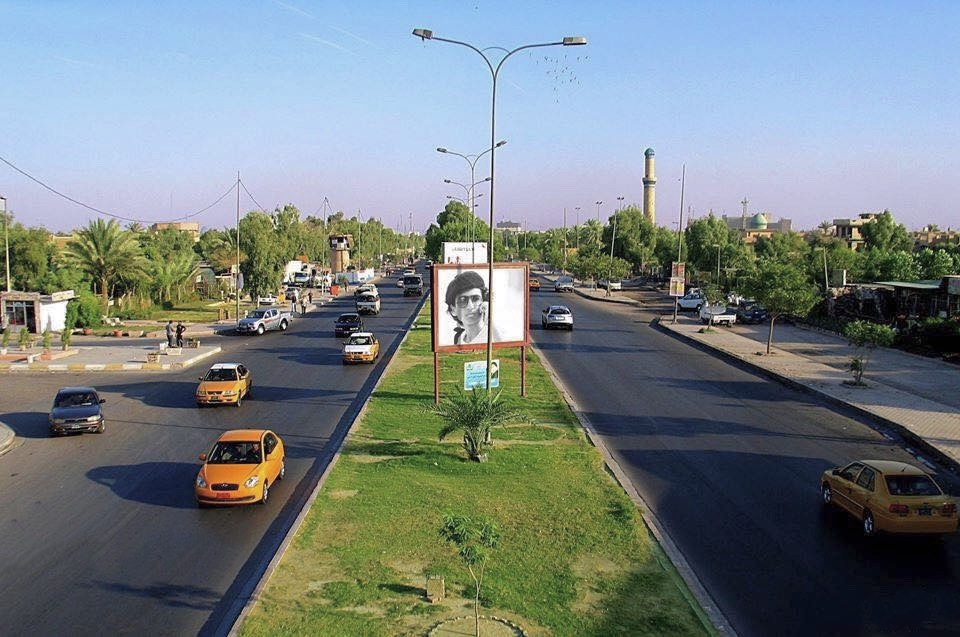

خیابان فلسطین (عربی: شارع فلسطين) یکی از خیابانهای شهر بغداد است که در سمت الرصافه رود دجله قرار دارد، این خیابان یک خیابان طولانی است که از میدان میسلون در ورودی بغداد جدیده شروع می‌گردد و در میدان دانشگاه المستنصریه تمام می‌گردد، این خیابان در گذر ایام همچنان سرپا ایستاده‌است و مناطق: منطقه ۱۴ تموز، منطقه زبونه، منطقه مهندسین، منطقه الادریسی، منطقه المستنصریه، منطقه النیل و تعداد دیگری از مناطق در طرفین آن قرار گرفته‌اند.

## موقعیت اجتماعی
در این خیابان تعدادی از اماکن مهم منجمله ساختمان هیئت المپیک کشور عراق، ساختمان وزارت آبیاری، دانشکده پلیس، باشگاه نیروی هوایی، مدرسه ثانویه برای دانش آموزان ممتاز و دانشکده‌های مختلف دانشگاه المستنصریه بنا شده‌است، در نزدیکی این خیابان در مناطقی که در طرفین خیابان قرار دارند بعضی از موسسات دولتی مثل دانشکده الرافدین وابسته به دانشگاه ملی، کالج یا انستیتو تربیت معلمان زن و وزارت خانه ورزش و جوانان و دیگر موسسات قرار دارد.

## تاریخچه
این منطقه در قدیم یک منطقه متروکه در اطراف بغداد بود که از آب یک کانالی که از دجله جدا شده بود آن را پوشانده بود و در خود غرق کرده بود، دهه ۷۰ میلادی از قرن بیستم آغاز عمران و آبادی این منطقه بود در این زمان حکومت عراق اقدام به ایجاد خیابان فلسطین و تقسیم زمینهای مناطق اطراف این خیابان به شهروندان عراقی به‌طور خاص کارمندان دولت مانند قضات، وکلا و حقوقدانان، استادان دانشگاه‌ها و معلمان و… نمود، بعضی از ساکنان بومی این منطقه در این طرح مجبور شدند که خانه‌های خود را به فروش برسانند و به مناطق دیگر به دلیل مشکلات اقتصادی نقل مکان کنند، این خانه‌ها و زمین‌هایی که از طرف آنجا به فروش می‌رسید به قطعات و خانه‌های کوچکتر تقسیم می‌شد و به خانواده‌هایی که درآمدشان از ساکنان قبلی کمتر بود داده می‌شد، این امر باعث گردید که این منطقه به یک منطقه مردمی که شامل عمده طبقات اجتماعی می‌شد تبدیل شود.